# Mateo solo bien se lame
Mateo solo bien se lame es el primer disco solista del músico uruguayo Eduardo Mateo. El sonido de este álbum tuvo un fuerte impacto en toda una generación de jóvenes músicos uruguayos e influyó sustantivamente en el desarrollo de la música popular vinculada al rock.
Fue grabado y mezclado por Carlos Píriz entre octubre y diciembre de 1971 en los estudios ION de Buenos Aires. El disco fue producido por Carlos Píriz, con la ayuda de Eduardo Manuel Rozas. Fue editado en octubre de 1972 en Argentina por el sello De la Planta y en diciembre de 1972 en Uruguay por el mismo sello.
Todas las letras, música, arreglos, voces, percusión y guitarras son de Eduardo Mateo, a excepción del arreglo coral del grupo Quinto de Cantares en «Tras de ti».

## Grabación del disco
Pese a ser ya una leyenda en el ámbito musical uruguayo, Mateo no tenía publicado a comienzos de los 70 ningún fonograma como solista (sí había participado de las grabaciones de dos simples ya editados, uno con The Knights y otro con El Kinto, además del disco Musicasión 4 1/2). El sello discográfico De la Planta, a través de su técnico de grabación Carlos Píriz, le ofrece a Mateo grabar su primer disco en 1971.

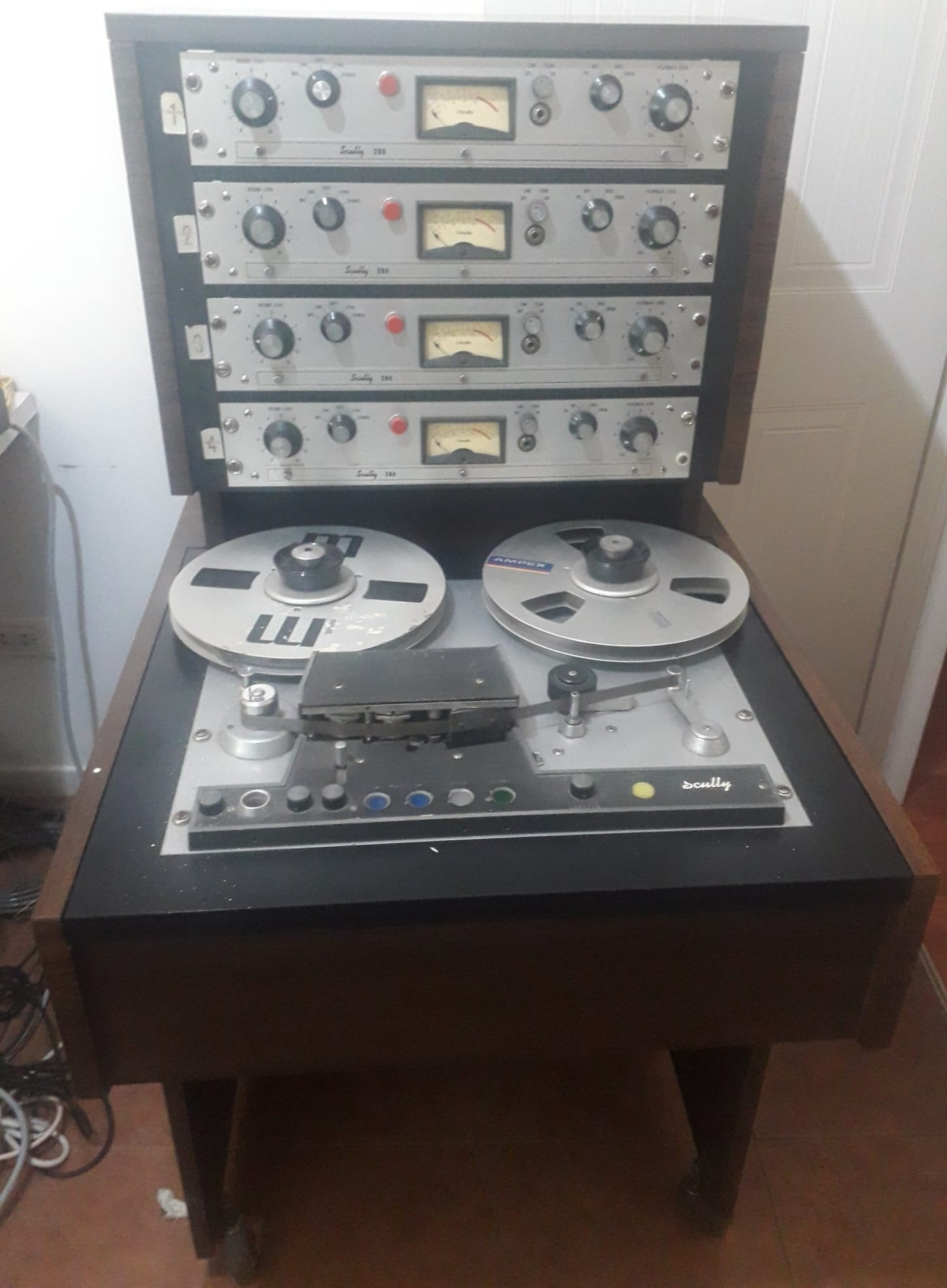
Grabadora Scully 280 de 4 canales fabricada a finales de 1969 y anteriormente perteneciente a Estudios ION. Fue la utilizada para registrar el álbum en 1971.

En esos años a Mateo se lo veía como muy irresponsable («divagante», era la expresión usual para referirse a él), faltando permanentemente a espectáculos en los que aparecía como participante, o actuando en ellos escasos minutos; además tenía un aspecto muy desprolijo y se lo veía a veces pidiendo dinero en la calle. Por esta razón la grabación de un disco parecía difícil, y de hecho así lo fue.
Inicialmente, Píriz tenía la idea de grabar el disco en Buenos Aires en una semana, pero el plazo se extendió por meses. Una de las principales razones para el retraso fue que Mateo no tenía del todo compuestas las canciones a grabar. Además, se arrepentía de cosas hechas que parecían estar bien. Según cuenta Píriz:

El primer día grabó, no sé, tres, cuatro cosas. Al día siguiente descartó esas tres o cuatro cosas (...). Borramos. Y ese proceso de borrar lo del día anterior y volver a hacer otras cosas corrió durante cuatro o cinco días. Entonces entendí que ese iba a ser el sistema para todo el disco (...). Entonces empecé a guardar el material, excepto cuando eran tomas directamente equivocadas.

Para lograr que el disco fuera posible fueron muy importantes Nancy Charquero (pareja del músico en ese momento) y Eduardo Rozas (ayudante de producción del disco), quienes cooperaban para lograr que cuando salía del hotel donde se alojaba Mateo se dirigiera a la sala de grabación.
Finalmente, un día Mateo le dijo a Píriz «Voy y ya vengo» y no regresó más a la sala de grabación. Volvió a Montevideo.
Es el mismo Píriz quien mezcló, escogió y dio forma a los temas más completos y por último eligió el título con el cual sería lanzado.

## Estilo musical
En este disco se empieza a configurar la identidad musical de Mateo. Combina el pop, el candombe y la música de la India en canciones como «¿Por qué?», «La Chola» o «Uh, qué macana». Hace su propia interpretación del candombe canción en temas como «Yulelé» o «La mama vieja». En «Jacinta» se muestra la influencia de la bossa nova y en «Quien te viera» se desarrolla una mezcla con la milonga.
Las canciones en su conjunto denotan tristeza y una referencia constante a la soledad. Las letras tratan de amor y melancolía, y manejan la ambigüedad.

## Recepción
El disco se lanzó bajo una gran expectativa. Mateo era ya un referente de cierto sector de la música popular uruguaya y no tenía editado ningún disco. La acogida para el disco por parte de crítica y músicos fue unánimemente favorable. La primera edición tuvo ventas que rondaron las tres mil copias.
Hasta el día de hoy, múltiples artistas uruguayos toman a Mateo solo bien se lame como una obra maestra y uno de los discos más importantes en la historia de la música uruguaya.

## Lista de canciones
Todas las canciones escritas y compuestas por Eduardo Mateo. 
| Lado A |                   |          |  |
| N.º    | Título            | Duración |  |
| 1.     | «Yulelé»          |          |  |
| 2.     | «Quien te viera»  |          |  |
| 3.     | «Uh, qué macana»  |          |  |
| 4.     | «De nosotros dos» |          |  |
| 5.     | «Niña»            |          |  |
| 6.     | «Tras de ti»      |          |  |

| Lado B |                 |          |  |
| N.º    | Título          | Duración |  |
| 1.     | «¿Por qué?»     |          |  |
| 2.     | «Jacinta»       |          |  |
| 3.     | «La mama vieja» |          |  |
| 4.     | «Lala»          |          |  |
| 5.     | «La Chola»      |          |  |
| 6.     | «Esa cosa»      |          |  |
| 7.     | «De mi pueblo»  |          |  |

## Ficha técnica
«Todas las guitarras, toda la percusión, todas las voces, toda la música, toda la poesía: Mateo» (texto de la contraportada del disco)

Productor asociado: Carlos Piriz
 
Asesor de producción: Eduardo Manuel Rozas
 
Estudio: ION
 
Grabación: Carlos Piriz
 
Mastering: Luis Quinteros
 
Arte: Juan Bernardo Arruabarrena
 
Foto de la cubierta: Rene Petit
 
Fotos del dorso: Horacio Molina

## Reediciones
- Mateo solo bien se lame (Clave 72-35049. 1976)
- Mateo solo bien se lame (Sondor 84.635. 1990)
- Mateo solo bien se lame (editado con el nombre Mateo Clásico, que contiene también Mateo y Trasante. Sondor. 1997)
- Mateo solo bien se lame (Volumen 2 de la colección "30 años de música uruguaya". Edición conjunta de revista Posdata y Sondor. Serie S 1011. 1998)[15]
- Mateo solo bien se lame (Lion Productions, Estados Unidos, 2006)
- Mateo solo bien se lame (Lion Productions, Estados Unidos, 2013)

## Temas versionados
- En 1971, la cantante uruguaya Diane Denoir grabó una versión de «Jacinta» para su disco Diane Denoir.
- En 1984, la banda uruguaya Repique grabó versiones de «La mama vieja», «Yulelé» y «Uh, qué macana» para su disco Repique.
- En 1989, el propio Eduardo Mateo grabó una versión de «Yulelé» junto a Alberto Magnone , Popo Romano, Andrés Recagno y Mariana Ingold, para su disco La Mosca.
- En 1991, en el disco La penúltima Musicasión: homenaje a Mateo, Fernando Cabrera grabó «La mama vieja»; Leo Maslíah, «Uh, qué macana»; y el músico argentino Litto Nebbia, «Quien te viera».
- En 1994, Fernando Cabrera grabó una versión de «La mama vieja» para el disco El dirigible, banda sonora de la película homónima.
- En 1994, la banda uruguaya Ritual grabó una versión de «Yulelé» para su disco Presencia.
- En 1995, el músico uruguayo Alejandro Ferradás grabó una versión de «La Chola» para su disco Noche africana.
- En 1995, el músico uruguayo Jorge Schellemberg grabó una versión de «De nosotros dos» para su disco Candombe beat.
- En 2000, el músico Gato García incluyó una versión de «La mama vieja» en su disco Atlántico.
- En 2001, el músico argentino Flavio Cianciarulo incluyó una versión de «Uh, qué macana» en su disco Solo Viejo Y Peludo.
- En 2003, el músico uruguayo Jorge Nasser grabó a dúo con Rubén Rada una versión de «De nosotros dos» para su disco Milongas del querer; en 2008 la incluiría también en su disco Dúos.
- En 2003, la banda uruguaya La Trampa incluyó una versión de «De nosotros dos» en su disco en vivo Frente a frente.
- En 2005, la cantante de música infantil Susana Bosch versionó seis canciones de este disco para su álbum Las canciones de Mateo.